# Boxberg (Baden)
Boxberg (Baden) este un oraș din landul Baden-Württemberg, Germania.